# Europees kampioenschap voetbal mannen onder 17 - 2003 (kwalificatie)
Het kwalificatietoernooi voor het Europees kampioenschap voetbal onder 17 voor mannen was een toernooi dat duurde van 18 september 2002 tot en met 28 maart 2003. Dit toernooi zou bepalen welke 7 landen zich kwalificeerden voor het Europees kampioenschap voetbal mannen onder 17 van 2003.
Alle landen van de UEFA mochten meedoen aan dit toernooi. Het toernooi werd verdeeld over twee rondes. De eerste ronde werd de kwalificatieronde genoemd. De tweede ronde heet de eliteronde. Portugal hoefde niet deel te nemen, dat land is als gastland al zeker van kwalificatie voor het hoofdtoernooi.

## Gekwalificeerde landen
| Land       | Gekwalificeerd als          | Beste prestatie    |
| ---------- | --------------------------- | ------------------ |
| Portugal   | Gastland                    | Groepsfase (2002)  |
| Spanje     | Eliteronde: Winnaar groep 1 | Vierde (2002)      |
| Denemarken | Eliteronde: Winnaar groep 2 | Kwartfinale (2002) |
| Oostenrijk | Eliteronde: Winnaar groep 3 | Debuut             |
| Israël     | Eliteronde: Winnaar groep 4 | Debuut             |
| Hongarije  | Eliteronde: Winnaar groep 5 | Groepsfase (2002)  |
| Engeland   | Eliteronde: Winnaar groep 6 | Derde (2002)       |
| Italië     | Eliteronde: Winnaar groep 7 | Debuut             |

## Kwalificatieronde
Spanje, Rusland, Finland, Polen, Hongarije en Engeland hoefden deze ronde niet te spelen. Deze landen waren automatisch gekwalificeerd voor de eliteronde.

### Groep 1
De wedstrijden werden gespeeld tussen 22 en 26 oktober 2002 in Andorra.
| Pos | Team      | Wed | W | G | V | Ptn | DV | DT | +/− | Kwalificatie                  |   | ITA | BUL | LAT | AND |
| --- | --------- | --- | - | - | - | --- | -- | -- | --- | ----------------------------- | - | --- | --- | --- | --- |
| 1   | Italië    | 3   | 3 | 0 | 0 | 9   | 9  | 1  | +8  | Geplaatst voor de eliteronde. |   | —   | 2–1 | 2–0 | 5–0 |
| 2   | Bulgarije | 3   | 2 | 0 | 1 | 6   | 14 | 2  | +12 | Geplaatst voor de eliteronde. |   | —   | —   | 4–0 | 9–0 |
| 3   | Letland   | 3   | 1 | 0 | 2 | 3   | 3  | 8  | −5  |                               |   | —   | —   | —   | 3–2 |
| 4   | Andorra   | 3   | 0 | 0 | 3 | 0   | 2  | 17 | −15 |                               | — | —   | —   | —   |     |

### Groep 2
De wedstrijden werden gespeeld tussen 1 en 5 oktober 2002 in Wit-Rusland.
| Pos | Team        | Wed | W | G | V | Ptn | DV | DT | +/− | Kwalificatie                  |   | CRO | YUG | BLR | GEO |
| --- | ----------- | --- | - | - | - | --- | -- | -- | --- | ----------------------------- | - | --- | --- | --- | --- |
| 1   | Kroatië     | 3   | 2 | 0 | 1 | 6   | 10 | 4  | +6  | Geplaatst voor de eliteronde. |   | —   | 1–2 | 6–1 | 3–1 |
| 2   | Joegoslavië | 3   | 2 | 0 | 1 | 6   | 5  | 3  | +2  | Geplaatst voor de eliteronde. |   | —   | —   | 1–2 | 2–0 |
| 3   | Wit-Rusland | 3   | 2 | 0 | 1 | 6   | 5  | 8  | −3  |                               |   | —   | —   | —   | 2–1 |
| 4   | Georgië     | 3   | 0 | 0 | 3 | 0   | 2  | 7  | −5  |                               | — | —   | —   | —   |     |

### Groep 3
De wedstrijden werden gespeeld tussen 18 en 22 september 2002 in IJsland.
| Pos | Team        | Wed | W | G | V | Ptn | DV | DT | +/− | Kwalificatie                  |   | ISR | SUI | ISL | ARM |
| --- | ----------- | --- | - | - | - | --- | -- | -- | --- | ----------------------------- | - | --- | --- | --- | --- |
| 1   | Israël      | 3   | 2 | 1 | 0 | 7   | 7  | 3  | +4  | Geplaatst voor de eliteronde. |   | —   | 4–1 | 0–0 | 3–2 |
| 2   | Zwitserland | 3   | 2 | 0 | 1 | 6   | 5  | 5  | 0   | Geplaatst voor de eliteronde. |   | —   | —   | 2–0 | 2–1 |
| 3   | IJsland     | 3   | 0 | 2 | 1 | 2   | 1  | 3  | −2  |                               |   | —   | —   | —   | 1–1 |
| 4   | Armenië     | 3   | 0 | 1 | 2 | 1   | 4  | 6  | −2  |                               | — | —   | —   | —   |     |

### Groep 4
De wedstrijden werden gespeeld tussen 24 en 28 oktober 2002 in Cyprus.
| Pos | Team     | Wed | W | G | V | Ptn | DV | DT | +/− | Kwalificatie                  |   | CZE | BEL | CYP | EST |
| --- | -------- | --- | - | - | - | --- | -- | -- | --- | ----------------------------- | - | --- | --- | --- | --- |
| 1   | Tsjechië | 3   | 2 | 1 | 0 | 7   | 10 | 2  | +8  | Geplaatst voor de eliteronde. |   | —   | 1–1 | 3–1 | 6–0 |
| 2   | België   | 3   | 2 | 1 | 0 | 7   | 9  | 3  | +6  | Geplaatst voor de eliteronde. |   | —   | —   | 2–0 | 6–2 |
| 3   | Cyprus   | 3   | 1 | 0 | 2 | 3   | 5  | 5  | 0   |                               |   | —   | —   | —   | 4–0 |
| 4   | Estland  | 3   | 0 | 0 | 3 | 0   | 2  | 16 | −14 |                               | — | —   | —   | —   |     |

### Groep 5
De wedstrijden werden gespeeld tussen 24 en 28 september 2002 in Luxemburg.
| Pos | Team                  | Wed | W | G | V | Ptn | DV | DT | +/− | Kwalificatie                  |   | WAL | NOR | LUX | BIH |
| --- | --------------------- | --- | - | - | - | --- | -- | -- | --- | ----------------------------- | - | --- | --- | --- | --- |
| 1   | Wales                 | 3   | 3 | 0 | 0 | 9   | 6  | 3  | +3  | Geplaatst voor de eliteronde. |   | —   | 3–2 | 1–0 | 2–1 |
| 2   | Noorwegen             | 3   | 2 | 0 | 1 | 6   | 4  | 3  | +1  | Geplaatst voor de eliteronde. |   | —   | —   | 1–0 | 1–0 |
| 3   | Luxemburg             | 3   | 1 | 0 | 2 | 3   | 1  | 2  | −1  |                               |   | —   | —   | —   | 1–0 |
| 4   | Bosnië en Herzegovina | 3   | 0 | 0 | 3 | 0   | 1  | 4  | −3  |                               | — | —   | —   | —   |     |

### Groep 6
De wedstrijden werden gespeeld tussen 30 september en 4 oktober 2002 in Roemenië.
| Pos | Team            | Wed | W | G | V | Ptn | DV | DT | +/− | Kwalificatie                  |   | AUT | ROU | MKD | FAR |
| --- | --------------- | --- | - | - | - | --- | -- | -- | --- | ----------------------------- | - | --- | --- | --- | --- |
| 1   | Oostenrijk      | 3   | 3 | 0 | 0 | 9   | 10 | 1  | +9  | Geplaatst voor de eliteronde. |   | —   | 2–1 | 2–0 | 6–0 |
| 2   | Roemenië        | 3   | 2 | 0 | 1 | 6   | 13 | 2  | +11 | Geplaatst voor de eliteronde. |   | —   | —   | 4–0 | 8–0 |
| 3   | Noord-Macedonië | 3   | 1 | 0 | 2 | 3   | 2  | 6  | −4  |                               |   | —   | —   | —   | 2–0 |
| 4   | Faeröer         | 3   | 0 | 0 | 3 | 0   | 0  | 16 | −16 |                               | — | —   | —   | —   |     |

### Groep 7
De wedstrijden werden gespeeld tussen 5 en 9 oktober 2002 in Griekenland.
| Pos | Team          | Wed | W | G | V | Ptn | DV | DT | +/− | Kwalificatie                  |   | GRE | SVK | MDA | LIE |
| --- | ------------- | --- | - | - | - | --- | -- | -- | --- | ----------------------------- | - | --- | --- | --- | --- |
| 1   | Griekenland   | 3   | 2 | 1 | 0 | 7   | 9  | 3  | +6  | Geplaatst voor de eliteronde. |   | —   | 2–1 | 1–1 | 6–1 |
| 2   | Slowakije     | 3   | 2 | 0 | 1 | 6   | 6  | 2  | +4  | Geplaatst voor de eliteronde. |   | —   | —   | 3–0 | 2–0 |
| 3   | Moldavië      | 3   | 1 | 1 | 1 | 4   | 8  | 4  | +4  |                               |   | —   | —   | —   | 7–0 |
| 4   | Liechtenstein | 3   | 0 | 0 | 3 | 0   | 1  | 15 | −14 |                               | — | —   | —   | —   |     |

### Groep 8
De wedstrijden werden gespeeld tussen 21 en 25 oktober 2002 in Ierland.
| Pos | Team      | Wed | W | G | V | Ptn | DV | DT | +/− | Kwalificatie                  |   | GER | FRA | SLO | IRL |
| --- | --------- | --- | - | - | - | --- | -- | -- | --- | ----------------------------- | - | --- | --- | --- | --- |
| 1   | Duitsland | 3   | 2 | 1 | 0 | 7   | 6  | 1  | +5  | Geplaatst voor de eliteronde. |   | —   | 0–0 | 3–1 | 3–0 |
| 2   | Frankrijk | 3   | 2 | 1 | 0 | 7   | 3  | 1  | +2  | Geplaatst voor de eliteronde. |   | —   | —   | 2–1 | 1–0 |
| 3   | Slovenië  | 3   | 0 | 1 | 2 | 1   | 3  | 6  | −3  |                               |   | —   | —   | —   | 1–1 |
| 4   | Ierland   | 3   | 0 | 1 | 2 | 1   | 1  | 5  | −4  |                               | — | —   | —   | —   |     |

### Groep 9
De wedstrijden werden gespeeld tussen 15 en 19 oktober 2002 in Denemarken.
| Pos | Team          | Wed | W | G | V | Ptn | DV | DT | +/− | Kwalificatie                  |   | DEN | NIR | SWE | MLT |
| --- | ------------- | --- | - | - | - | --- | -- | -- | --- | ----------------------------- | - | --- | --- | --- | --- |
| 1   | Denemarken    | 3   | 2 | 1 | 0 | 7   | 4  | 2  | +2  | Geplaatst voor de eliteronde. |   | —   | 0–0 | 3–2 | 1–0 |
| 2   | Noord-Ierland | 3   | 2 | 1 | 0 | 7   | 2  | 0  | +2  | Geplaatst voor de eliteronde. |   | —   | —   | 1–0 | 1–0 |
| 3   | Zweden        | 3   | 1 | 0 | 2 | 3   | 10 | 4  | +6  |                               |   | —   | —   | —   | 8–0 |
| 4   | Malta         | 3   | 0 | 0 | 3 | 0   | 0  | 10 | −10 |                               | — | —   | —   | —   |     |

### Groep 10
De wedstrijden werden gespeeld tussen 21 en 25 oktober 2002 in Litouwen.
| Pos | Team       | Wed | W | G | V | Ptn | DV | DT | +/− | Kwalificatie                  |   | NED | ALB | LTU | SMR |
| --- | ---------- | --- | - | - | - | --- | -- | -- | --- | ----------------------------- | - | --- | --- | --- | --- |
| 1   | Nederland  | 3   | 2 | 1 | 0 | 7   | 8  | 2  | +6  | Geplaatst voor de eliteronde. |   | —   | 1–1 | 4–1 | 3–0 |
| 2   | Albanië    | 3   | 2 | 1 | 0 | 7   | 5  | 2  | +3  | Geplaatst voor de eliteronde. |   | —   | —   | 3–1 | 1–0 |
| 3   | Litouwen   | 3   | 1 | 0 | 2 | 3   | 3  | 7  | −4  |                               |   | —   | —   | —   | 1–0 |
| 4   | San Marino | 3   | 0 | 0 | 3 | 0   | 0  | 5  | −5  |                               | — | —   | —   | —   |     |

### Groep 11
De wedstrijden werden gespeeld tussen 3 en 7 oktober 2002 in Azerbeidzjan.
| Pos | Team         | Wed | W | G | V | Ptn | DV | DT | +/− | Kwalificatie                  |   | SCO | AZE | TUR | UKR |
| --- | ------------ | --- | - | - | - | --- | -- | -- | --- | ----------------------------- | - | --- | --- | --- | --- |
| 1   | Schotland    | 3   | 2 | 0 | 1 | 6   | 6  | 6  | 0   | Geplaatst voor de eliteronde. |   | —   | 2–1 | 1–3 | 3–2 |
| 2   | Azerbeidzjan | 3   | 1 | 1 | 1 | 4   | 5  | 5  | 0   | Geplaatst voor de eliteronde. |   | —   | —   | 1–0 | 3–3 |
| 3   | Turkije      | 3   | 1 | 1 | 1 | 4   | 5  | 4  | +1  |                               |   | —   | —   | —   | 2–2 |
| 4   | Oekraïne     | 3   | 0 | 2 | 1 | 2   | 7  | 8  | −1  |                               | — | —   | —   | —   |     |

## Eliteronde

### Groep 1
De wedstrijden werden gespeeld tussen 3 en 7 maart 2003 in Spanje.
| Pos | Team      | Wed | W | G | V | Ptn | DV | DT | +/− | Kwalificatie                      |   | ESP | FRA | WAL | BUL |
| --- | --------- | --- | - | - | - | --- | -- | -- | --- | --------------------------------- | - | --- | --- | --- | --- |
| 1   | Spanje    | 3   | 3 | 0 | 0 | 9   | 8  | 0  | +8  | Geplaatst voor het hoofdtoernooi. |   | —   | 2–0 | 3–0 | 3–0 |
| 2   | Frankrijk | 3   | 2 | 0 | 1 | 6   | 9  | 2  | +7  |                                   |   | —   | —   | 7–0 | 2–0 |
| 3   | Wales     | 3   | 1 | 0 | 2 | 3   | 4  | 12 | −8  |                                   | — | —   | —   | 4–2 |     |
| 4   | Bulgarije | 3   | 0 | 0 | 3 | 0   | 2  | 9  | −7  |                                   | — | —   | —   | —   |     |

### Groep 2
De wedstrijden werden gespeeld tussen 17 en 21 maart 2003 in Kroatië.
| Pos | Team       | Wed | W | G | V | Ptn | DV | DT | +/− | Kwalificatie                      |   | DEN | CRO | RUS | NOR |
| --- | ---------- | --- | - | - | - | --- | -- | -- | --- | --------------------------------- | - | --- | --- | --- | --- |
| 1   | Denemarken | 3   | 2 | 0 | 1 | 6   | 6  | 4  | +2  | Geplaatst voor het hoofdtoernooi. |   | —   | 3–2 | 0–2 | 3–0 |
| 2   | Kroatië    | 3   | 2 | 0 | 1 | 6   | 4  | 3  | +1  |                                   |   | —   | —   | 1–0 | 1–0 |
| 3   | Rusland    | 3   | 1 | 1 | 1 | 4   | 3  | 2  | +1  |                                   | — | —   | —   | 1–1 |     |
| 4   | Noorwegen  | 3   | 0 | 1 | 2 | 1   | 1  | 5  | −4  |                                   | — | —   | —   | —   |     |

### Groep 3
De wedstrijden werden gespeeld tussen 24 en 28 maart 2003 in Noord-Ierland.
| Pos | Team                 | Wed | W | G | V | Ptn | DV | DT | +/− | Kwalificatie                      |   | AUT | SCG | NIR | FIN |
| --- | -------------------- | --- | - | - | - | --- | -- | -- | --- | --------------------------------- | - | --- | --- | --- | --- |
| 1   | Oostenrijk           | 3   | 1 | 2 | 0 | 5   | 4  | 2  | +2  | Geplaatst voor het hoofdtoernooi. |   | —   | 2–2 | 2–0 | 0–0 |
| 2   | Servië en Montenegro | 3   | 1 | 2 | 0 | 5   | 5  | 4  | +1  |                                   |   | —   | —   | 2–1 | 1–1 |
| 3   | Noord-Ierland        | 3   | 1 | 0 | 2 | 3   | 2  | 4  | −2  |                                   | — | —   | —   | 1–0 |     |
| 4   | Finland              | 3   | 0 | 2 | 1 | 2   | 1  | 2  | −1  |                                   | — | —   | —   | —   |     |

### Groep 4
De wedstrijden werden gespeeld tussen 17 en 21 maart 2003 in Roemenië.
| Pos | Team      | Wed | W | G | V | Ptn | DV | DT | +/− | Kwalificatie                      |   | ISR | NED | ROU | POL |
| --- | --------- | --- | - | - | - | --- | -- | -- | --- | --------------------------------- | - | --- | --- | --- | --- |
| 1   | Israël    | 3   | 2 | 1 | 0 | 7   | 4  | 1  | +3  | Geplaatst voor het hoofdtoernooi. |   | —   | 1–1 | 2–0 | 1–0 |
| 2   | Nederland | 3   | 1 | 2 | 0 | 5   | 5  | 4  | +1  |                                   |   | —   | —   | 2–2 | 2–1 |
| 3   | Roemenië  | 3   | 1 | 1 | 1 | 4   | 4  | 5  | −1  |                                   | — | —   | —   | 2–1 |     |
| 4   | Polen     | 3   | 0 | 0 | 3 | 0   | 2  | 5  | −3  |                                   | — | —   | —   | —   |     |

### Groep 5
De wedstrijden werden gespeeld tussen 24 en 28 maart 2003 in Griekenland.
| Pos | Team        | Wed | W | G | V | Ptn | DV | DT | +/− | Kwalificatie                      |   | HUN | SUI | GRE | ALB |
| --- | ----------- | --- | - | - | - | --- | -- | -- | --- | --------------------------------- | - | --- | --- | --- | --- |
| 1   | Hongarije   | 3   | 2 | 1 | 0 | 7   | 6  | 3  | +3  | Geplaatst voor het hoofdtoernooi. |   | —   | 1–0 | 2–0 | 3–3 |
| 2   | Zwitserland | 3   | 1 | 1 | 1 | 4   | 2  | 2  | 0   |                                   |   | —   | —   | 1–1 | 1–0 |
| 3   | Griekenland | 3   | 1 | 1 | 1 | 4   | 2  | 3  | −1  |                                   | — | —   | —   | 1–0 |     |
| 4   | Albanië     | 3   | 0 | 1 | 2 | 1   | 3  | 5  | −2  |                                   | — | —   | —   | —   |     |

### Groep 6
De wedstrijden werden gespeeld tussen 12 en 16 maart 2003 in Engeland.
| Pos | Team      | Wed | W | G | V | Ptn | DV | DT | +/− | Kwalificatie                      |   | ENG | SCO | CZE | SVK |
| --- | --------- | --- | - | - | - | --- | -- | -- | --- | --------------------------------- | - | --- | --- | --- | --- |
| 1   | Engeland  | 3   | 3 | 0 | 0 | 9   | 9  | 0  | +9  | Geplaatst voor het hoofdtoernooi. |   | —   | 2–0 | 2–0 | 5–0 |
| 2   | Schotland | 3   | 1 | 1 | 1 | 4   | 3  | 2  | +1  |                                   |   | —   | —   | 3–0 | 0–0 |
| 3   | Tsjechië  | 3   | 1 | 0 | 2 | 3   | 3  | 5  | −2  |                                   | — | —   | —   | 3–0 |     |
| 4   | Slowakije | 3   | 0 | 1 | 2 | 1   | 0  | 8  | −8  |                                   | — | —   | —   | —   |     |

### Groep 7
De wedstrijden werden gespeeld tussen 24 en 28 maart 2003 in België.
| Pos | Team         | Wed | W | G | V | Ptn | DV | DT | +/− | Kwalificatie                      |   | ITA | BEL | GER | AZE |
| --- | ------------ | --- | - | - | - | --- | -- | -- | --- | --------------------------------- | - | --- | --- | --- | --- |
| 1   | Italië       | 3   | 2 | 1 | 0 | 7   | 6  | 1  | +5  | Geplaatst voor het hoofdtoernooi. |   | —   | 3–0 | 1–1 | 2–0 |
| 2   | België       | 3   | 2 | 0 | 1 | 6   | 3  | 4  | −1  |                                   |   | —   | —   | 2–1 | 1–0 |
| 3   | Duitsland    | 3   | 1 | 1 | 1 | 4   | 5  | 3  | +2  |                                   | — | —   | —   | 3–0 |     |
| 4   | Azerbeidzjan | 3   | 0 | 0 | 3 | 0   | 0  | 6  | −6  |                                   | — | —   | —   | —   |     |

Jeugd-EK's: onder 21 · onder 19       Jeugd-WK's: onder 20 · onder 17